# Snusket
Snusket är en svensk dramakomediserie som hade premiär på SVT Play den 3 maj 2023. Första säsongen består av elva avsnitt.

## Handling
Serien handlar om Myttaren Bobby, konflikträdda Theo och konstnären Mika som hänger ihop och är stammisar på cafét Snusket. Deras gråa tillvaro förändras plötsligt när populära Filippa gör entré.

## Roller i urval
- Freja Hiller - Filippa
- Tindra Jucker - Kattis
- Kenta Magnusson
- Vincent Rudberg - Theodor
- Arvid Tilder - Bobby
- Molly Wengelin - Mika